# Дворец Банг Кхун Пхром
Дворец Банг Кхун Пхром (тайск. วังบางขุนพรหม) — бывшая королевская резиденция в Бангкоке. Дворец служил резиденцией принца Парибатра Sukhumbhandhu до его вынужденной эмиграции после Сиамской революции 1932 года.
Дворец расположен на восточном берегу реки Чаупхрая. В его состав входят: здание с окнами, выходящими на шоссе Tamnak Yai (основное здание) и здание  Tamnak Somdet (резиденция матери принца, королевы Sukhumala Marasri). Главное здание дворца построено по проекту архитектора Марио Таманьо (Mario Tamagno) в стиле необарокко/неорококо. Здание построено в 1901-1902 годах. Резиденция королевы Sukhumala Marasri построена около 1913 года по проекту немецкого архитектора Деринга (Karl Siegfried Döhring) в стиле немецкого модерна.
После революции во дворце размещались правительственные учреждения, с 1945 года там разместилась штаб-квартира Банка Таиланда. В настоящее время во дворце располагается музей Банка Таиланда. В музее 14 комнат, в экспозиции музея представлена история тайской валюты и Банка Таиланда.
Здание является историческим и архитектурным памятником Таиланда.

## Архитектура
Дворец Bang Khun Phrom построен в стиле необарокко. Двухэтажное кирпичное здание дворца оштукатурено, окрашено в желтый цвет. Имеет мансарды со слуховыми окнами, высокие полуциркульные окна, опоясывающий карниз на уровне второго этажа. Здание окружено садом.